# Ryo Nemoto
Ryo Nemoto (根本 凌 Nemoto Ryo?), född 3 februari 2000 i Kanagawa prefektur, är en japansk fotbollsspelare.
Nemoto började sin karriär 2020 i Shonan Bellmare.